# Vesna Prica
Vesna Prica (Zagreb, 1947. – Zagreb, 1996.), hrvatska fotografkinja.

## Životopis
Vesna je rođena u Zagrebu 1947. godine kao kćer jedinica u braku Zdenke Reiser (sestra Nikole Reisera) i akademskog slikara Zlatka Price. Upisala je studij prava i filozofije koji ubrzo napušta za ljubav fotografiji. Godine 1970. na poziv klasika hrvatske umjetničke fotografije Toše Dapca počela je raditi u njegovom atelijeru kao član kolektiva. Bila je to jedinstvena škola za dvadestrogodišnju Vesnu. Iste godine mjesec dana radi u foto-laboratoriju u Stuttgartu. Godine 1971. radi u atelijeru vrsnog snimatelja i fotografa Frana Vodopivca. Godine 1973. održala je prvu samostalnu izložbu u zagrebačkom Studiju Galerije Forum čija je repriza bila iste godine u Samoborskom muzeju u Samoboru. Predstavila je trideset i osam fotografija pod nazivom "Staklari samoborski", koje su nastale 1972. godine. 
1995. god. u Galeriji Narodnog sveučilišta Poreč, u proljeće, Vesna Prica ima zadnju samostalnu izložbu.
19. svibnja 1996. umire u Zagrebu poslije teške bolesti s tek navršenih četrdeset i devet godina života. U svom dvadesetogodišnjem umjetničkom radu snimila je tisuće fotografija iskazavši zanimanje za brojne teme i motive koje je sjedinila u cikluse fotografija. Nakon njene smrti u samoborskom muzeju Zdravko Mihočinec i njen prijatelj Ivan Kirin postavljaju izložbu izbora iz cjelokupnog djela.
Prerana smrt Vesne Price potaknula je Vesnina oca, Zlatka Pricu i samoborski muzej da između nekoliko tisuća fotografija izaberu sedamdesetak ponajboljih koje su reproducirali u knjizi obima 128 stranica. Monografija "Vesna Prica - fotografije" predstavljena je u subotu 19. veljače 2000. u samoborskom muzeju.

## Opus
- Samoborski staklari
- Lagune-Tarska vala
- Portreti
- Trave i cvijeće
- Izbjeglice
- Djeca

## Vanjske poveznice
- Galerija Prica u Samoboru